# 蒙古文化艺术大学

蒙古文化艺术大学

蒙古文化艺术大学（英語：University of Arts and Culture（MUAC））是蒙古国乌兰巴托的一所大学。

## 简介
蒙古文化艺术大学的前身是艺术及文化研究所（Institute of Arts and Culture），后来随着规模扩大，蒙古人民共和国将其升格为大学。该大学隶属于政府教育主管部门。该大学的基础院系包括戏剧与摄影、语音（voice）艺术、音乐、钢琴与民乐。其中，语音艺术、音乐、钢琴与民乐是由蒙古国立大学的部分专业于1960年至1961年逐步组建而成的，戏剧与摄影是蒙古师范大学的部分相关专业的基础上于1959年至1960年组建而成的。
截至2010年，蒙古文化艺术大学设社会科学系、音乐系、戏剧系，还设有其他10个学部。蒙古文化艺术大学的下属学院有美术学院（Institute of Fine Arts）、无线电与电视学院（Institute of Radio and Televisn）、文化专科学院（College of Culture）、音乐与舞蹈专科学院（College of Music and Dance）、艺术设计专科学院（College of Design Art）、文化艺术研究院（Research Institute of Arts and Culture）。